# مارکو برگامینی
مارکو برگامینی (انگلیسی: Marco Bergamini؛ زادهٔ ۱۲ مارس ۱۹۸۸) بازیکن فوتبال اهل ایتالیا است.
از باشگاه‌هایی که در آن بازی کرده‌است می‌توان به باشگاه فوتبال آ.ث. میلان اشاره کرد.